# Āpastamba
Āpastamba (entre 510 e 240 a. C.) foi religioso hinduísta e matemático indiano. Desconhece-se onde nasceu ou onde viveu. Os pesquisadores tampouco concordam na datação de suas obras.